# Michael Heinemann (Musikwissenschaftler)
Michael Heinemann (* 5. März 1959 in Bergisch Gladbach) ist ein deutscher Musikwissenschaftler und Hochschullehrer.

## Biografie
Michael Heinemann legte 1977 sein Abitur am Nicolaus-Cusanus-Gymnasium Bergisch Gladbach ab. 1978 bis 1985 studierte er Katholische Kirchenmusik (A-Examen 1982), Musikpädagogik (Staatliche Musiklehrerprüfung 1983) und Konzertfach Orgel (Klasse Wolfgang Stockmeier, Hochschuldiplom 1985) an der Musikhochschule Köln. Von 1982 bis 1988 nahm er das Studium der Musikwissenschaft, Philosophie und Kunstgeschichte an den Universitäten Köln, Bonn und Berlin auf und schloss es 1988 mit dem Magister Artium ab. 1986 bis 1989 wirkte er als Tutor am Musikwissenschaftlichen Institut der TU Berlin bei Carl Dahlhaus. 1989 bis 1991 erhielt er ein Promotionsstipendium des Landes Berlin und wurde 1991 an der TU Berlin mit einer Dissertation zur Bach-Rezeption Franz Liszts promoviert. 
Seit 1990 ist Michael Heinemann mit Susanne Gänshirt-Heinemann verheiratet.
Von 1991 bis 1993 war er freiberuflich als Musikwissenschaftler tätig, publizierte Bücher und übernahm redaktionelle Arbeiten für Rundfunkanstalten. Zugleich nahm er Lehraufträge an der Hochschule für Musik „Hanns Eisler“ Berlin, der Hochschule für Musik Carl Maria von Weber Dresden sowie der Folkwang-Hochschule Essen wahr. 1994 bis 1996 wurde ihm ein Habilitandenstipendium der Deutschen Forschungsgemeinschaft gewährt. 1997 habilitierte sich Heinemann an der TU Berlin mit einer Studie zur Musiktheorie im 17. Jahrhundert.
1998 bis 2000 vertrat Heinemann eine Professur für Historische Musikwissenschaft an der Hochschule für Musik Carl Maria von Weber Dresden. Von 2000 bis zu seiner Emeritierung 2025 lehrte er dort als Professor für Historische Musikwissenschaft, von 2003 bis 2006 wirkte er als Dekan des Fachbereichs II.
Seine Arbeitsschwerpunkte bilden u. a. die Geschichte der Bach-Rezeption sowie – in Zusammenarbeit mit dem Robert-Schumann-Haus in Zwickau – eine Gesamtausgabe der Briefe Robert und Clara Schumanns (im Verlag Dohr), zu deren Editionsleitern Michael Heinemann gehört.

## Veröffentlichungen (Auswahl)

### Monografien
- Giovanni Pierluigi da Palestrina und seine Zeit. Laaber Verlag, Lilienthal 1994, ISBN 978-3-8900-7292-0
- Heinrich Schütz. Rowohlt, Reinbek bei Hamburg 1994, ISBN 3-499-50490-1.
- Georg Friedrich Händel. In Selbstzeugnissen und Bilddokumenten. Rowohlt, Reinbek bei Hamburg 2004, ISBN 978-3-499-50648-2.
- Kleine Geschichte der Musik. Verlag Reclam Philipp, Ditzingen 2004, ISBN 978-3-150-18312-0.
- Der Komponist für Komponisten. Bach-Rezeptionen vom 18. bis zum 20. Jahrhundert. Verlag Dohr, Bergheim 2010, ISBN 978-3-936655-71-1.
- Richard Strauss. Lebensgeschichte als Musiktheater. Verlag Dohr, Bergheim 2014, ISBN 978-3-86846-117-6.
- Claudio Monteverdi. Die Entdeckung der Leidenschaft. Schott, Mainz 2017, ISBN 978-3-7957-1213-6.
- Robert Schumann: Dichterliebe. Analytische Miniaturen. Verlag Dohr, Bergheim 2017, ISBN 978-3-86846-146-6.
- ...dass die Fuge keine Fuge mehr ist. Beethovens poetischer Kontrapunkt. edition text + kritik, München 2019, ISBN 978-3-86916-775-6.
- Beethovens Ohr. Die Emanzipation des Klangs vom Hören. edition text + kritik, München 2020, ISBN 978-3-96707-452-9.

### Herausgeberschaften
- zusammen mit Hans John: Die Dresdner Oper im 19. Jahrhundert. Laaber Verlag, Lilienthal 1995.
- Das Bach-Lexikon.  Laaber Verlag, Lilienthal 2000, ISBN 978-3-89007-456-6.
- zusammen mit Hans John: Die Dresdner Oper im 20. Jahrhundert. Laaber Verlag, Lilienthal 2005.
- Hermann Abert: Johann Sebastian Bach. Bausteine zu einer Biographie.  Köln 2008, ISBN 978-3-936655-56-8.
- zusammen mit Hans-Joachim Hinrichsen und Carmen Ottner: Öffentliche Einsamkeit. Das deutschsprachige Lied und seine Komponisten im frühen 20. Jahrhundert. Köln 2009, ISBN 978-3-936655-73-5.
- Schriftstücke von Heinrich Schütz.  Unter Verwendung der von Manfred Fechner und Konstanze Kremtz nach den Quellen erarbeiteten Textübertragungen. Köln 2010, ISBN 978-3-936655-80-3.
- zusammen mit Kristel Pappel: Oper mit Herz. Das Musiktheater des Joachim Herz. Bd. 1 bis 3: Köln 2010–2011, ISBN 978-3-936655-92-6, ISBN 978-3-936655-93-3, ISBN 978-3-936655-94-0.
- Johann Rosenmüller: Kernsprüche I. (Leipzig 1648). Kritische Ausgabe sämtlicher Werke von Johann Rosenmüller, hrsg. von Holger Eichhorn, Band 1, Verlag Dohr, Bergheim 2012.
- Johann Rosenmüller: Kernsprüche II. (Leipzig 1653). Kritische Ausgabe sämtlicher Werke von Johann Rosenmüller, hrsg. von Holger Eichhorn, Band 2, Verlag Dohr, Bergheim.
- Luther im 19. Jahrhundert. Die Musik. Neisse Verlag, Dresden 2017, ISBN 978-3-86276-215-6.
- zusammen mit Bernhard Hentrich: Erfahrungen mit Bach. Ein Dresdner Bach-Buch. Verlag Dohr, Bergheim 2020, ISBN 978-3-86846-158-9.